# 杰森·丘利纳
杰森·丘利纳（Jason Čulina，[ˈtʃulina]，1980年8月5日—）是一名克羅地亞裔澳洲職業職業足球員，擔任中場。
2009-10賽季，居連拿將會回歸祖國，加盟澳洲新建立的球隊黃金海岸聯，並擔任隊長。

## 外部連結
- 居連拿個人網頁 （页面存档备份，存于）
- PSV燕豪芬檔案
- FFA - Socceroo profile （页面存档备份，存于）
- Oz Football profile （页面存档备份，存于）
- Migration Heritage Centre feature on Culina family